# Asia Pacific Poker Tour Saison 7
Résultats et tournois de la saison 7 de l'Asia Pacific Poker Tour (APPT).

## Résultats et tournois

### APPT 7 Séoul
- Lieu : Paradise Walker-Hill Casino, Séoul,  Corée du Sud[1]
- Prix d'entrée : 3 000 000 KRW[1]
- Date : Du 14 au 17 mars 2013[1]
- Nombre de joueurs :  222
- Prize Pool : 594 338 400 KRW
- Nombre de places payées :  24

| Place | Nom                     | Prix            |
| ----- | ----------------------- | --------------- |
| 1er   | Aaron Lim               | 121 700 000 KRW |
| 2e    | Chane Kampanatsanyakorn | 101 600 000 KRW |
| 3e    | Nicky Jin               | 103 500 000 KRW |
| 4e    | Xuan Liu                | 44 600 000 KRW  |
| 5e    | Sixiao Li               | 37 100 000 KRW  |
| 6e    | Paul Elliott            | 29 700 000 KRW  |
| 7e    | Sung Chon               | 23 800 000 KRW  |
| 8e    | Osada Masahiro          | 17 800 000 KRW  |
| 9e    | Casey Castle            | 13 438 400 KRW  |

### APPT 7 Cebu
- Lieu : Waterfront Hotel & Casino, Cebu,  Philippines[2]
- Prix d'entrée : 100 000 PHP[2]
- Date : Du 1er au 5 mai 2013[2]
- Nombre de joueurs :  158
- Prize Pool : 14 099 920 PHP
- Nombre de places payées :  20

| Place | Nom             | Prix          |
| ----- | --------------- | ------------- |
| 1er   | Jae Kyung Sim   | 3 948 000 PHP |
| 2e    | Magnus Karlsson | 2 538 000 PHP |
| 3e    | Anthony Wright  | 1 480 000 PHP |
| 4e    | James Collopy   | 1 128 000 PHP |
| 5e    | Daniel Spence   | 917 000 PHP   |
| 6e    | Bawod Yun       | 705 000 PHP   |
| 7e    | Timo Kohijoki   | 564 000 PHP   |
| 8e    | Michael Allmrot | 458 000 PHP   |
| 9e    | Andrew Nguyen   | 352 920 PHP   |

### APPT 7 Macao
- Lieu :City of Dreams,  Macao[3]
- Prix d'entrée : 25 000 HKD[3]
- Date : Du 12 au 16 juin 2013[3]
- Nombre de joueurs :  388
- Prize Pool : 8 656 280 HKD
- Nombre de places payées :  48

| Place | Nom                      | Prix          |
| ----- | ------------------------ | ------------- |
| 1er   | Alexandre Chieng         | 2 165 000 HKD |
| 2e    | Kenneth Leong Yuen Kiong | 1 390 000 HKD |
| 3e    | Ling Tong                | 779 000 HKD   |
| 4e    | Dinesh Alt               | 606 000 HKD   |
| 5e    | Nan Hong                 | 476 000 HKD   |
| 6e    | Shuyang Yu               | 389 000 HKD   |
| 7e    | Hao Tian                 | 303 000 HKD   |
| 8e    | Jennette Tan             | 238 000 HKD   |
| 9e    | Khac-Trung Tran          | 173 180 HKD   |

### APPT 7 Queenstown Snowfest
- Lieu : Skycity Casino, Queenstown,  Nouvelle-Zélande[4]
- Prix d'entrée : 3 000 NZD[4]
- Date : Du 30 juillet au 4 août 2013[4]
- Nombre de joueurs :  126
- Prize Pool : 340 200 NZD
- Nombre de places payées :  15

| Place | Nom              | Prix       |
| ----- | ---------------- | ---------- |
| 1er   | Jonathan Bredin  | 93 600 NZD |
| 2e    | Daniel Laidlaw   | 59 550 NZD |
| 3e    | Chiu Lee         | 34 900 NZD |
| 4e    | Raj Ramakrishnan | 28 900 NZD |
| 5e    | Jon Narbey       | 23 800 NZD |
| 6e    | Ricky Kroesen    | 19 550 NZD |
| 7e    | Colin Carpenter  | 16 150 NZD |
| 8e    | Daniel Neilson   | 12 750 NZD |
| 9e    | Michael Chon     | 10 200 NZD |

### APPT 7 Melbourne
- Lieu : Crown Casino, Melbourne,  Australie[5],
- Prix d'entrée : 3 000 AUD[5]
- Date : Du 5 au 9 septembre 2013[5]
- Nombre de joueurs :  309
- Prize Pool : 384 300 AUD
- Nombre de places payées :  36

| Place | Nom               | Prix        |
| ----- | ----------------- | ----------- |
| 1er   | Billy Argyros     | 134 500 AUD |
| 2e    | Bowdy Tolhopf     | 166 000 AUD |
| 3e    | David Yan         | 133 000 AUD |
| 4e    | Ashley Mason      | 58 400 AUD  |
| 5e    | Roberto Damelian  | 45 900 AUD  |
| 6e    | Joe Cabret        | 37 550 AUD  |
| 7e    | Phi Luu           | 29 200 AUD  |
| 8e    | Ravindran maravar | 22 920 AUD  |
| 9e    | Jazz Mathers      | 16 650 AUD  |

### APPT 7 Asia Championship of Poker
- Lieu : City of Dreams,  Macao[6]
- Prix d'entrée : 100 000 HKD[6]
- Date : Du 28 octobre au 2 novembre 2013[6]
- Nombre de joueurs :  203
- Prize Pool : 19 800 000 HKD
- Nombre de places payées :  25

| Place | Nom                     | Prix          |
| ----- | ----------------------- | ------------- |
| 1er   | Sunny Jung              | 4 352 000 HKD |
| 2e    | Devan Tang              | 3 667 000 HKD |
| 3e    | Yifan Zheng             | 1 980 000 HKD |
| 4e    | Yat Cheng               | 1 485 000 HKD |
| 5e    | Yoshitaka Okawa         | 1 188 000 HKD |
| 6e    | Jonathan Depa           | 990 000 HKD   |
| 7e    | Randy Lew               | 792 000 HKD   |
| 8e    | Chenxiang Miao          | 594 000 HKD   |
| 9e    | Chane Kampanatsanyakorn | 495 000 HKD   |